# Livland (1682)
Livland  var ett svenskt linjeskepp, som byggdes 1682 på Riga skeppsgård under ledning av Francis Sheldon. Hon var bestyckad med 56 kanoner och manskapet ombord bestod av 288 sjömän och 40 knektar. Livland deltog i slaget vid Öresund 1700, samt i 1715–16 års flottor. Hon blev blockskepp 1721 och sänktes 1726 vid Söderstjärna på Karlskrona örlogsbas.